# Tumshuq
Tumshuq, även känt som Tumxuk, är en stad på subprefekturnivå i Xinjiang i nordvästra Kina. Den omsluts av häradet Maralbexi i prefekturen Kashgar och ligger omkring 830 kilometer sydväst om regionhuvudstaden Ürümqi. Staden är belägen i Tarimbäckenet och lyder under Produktions- och konstruktionskåren i Xinjiang.